# جون بانكس
جون بانكس (بالإنجليزية: John Banks)‏ (14 يونيو 1875 بويست بروميتش في المملكة المتحدة - 1947) هو لاعب كرة قدم بريطاني (وحمل سابقاً جنسية المملكة المتحدة لبريطانيا العظمى وأيرلندا) في مركز نصف الجناح. لعب مع مانشستر يونايتد ونادي إكزتر سيتي ونادي بليموث أرجايل ووست بروميتش ألبيون ونادي ليتون ‏.